# 아라카와니초메 정류장
아라카와니초메 정류장(일본어: 荒川二丁目停留場)은 일본 도쿄도 아라카와구 아라카와 2초메에 있는 도쿄 도 교통국 도덴 아라카와 선의 정류장이다.

## 정류장 구조
상대식 승강장 2면 2선의 지상역이다. 두 개의 플랫폼은 다소 떨어져 있다.

## 정류장 주변
- 아라카와 자연 공원
- 도쿄 도 하수도국 미카와시마 물 재생 센터
- 슈퍼 밸류 아라카와 1초메점
- 유이노모리 아라카와
  - 아라카와 구 중앙 도서관
  - 요시무라 아키라 기념 문학관

## 역사
- 1913년 4월 1일: 미카와시마 정류장으로 영업 개시(JR 동일본 조반선에 있는 미카와시마역과 별도). 주거 표시 실시 후에 아라카와 2초메 정류장으로 정류장명 변경.
- 2017년 3월 26일: 부역명인 "유이노모리 아라카와 전"이 설정됨.

## 인접 정류장
| 도쿄 도 교통국 ■ 도덴 아라카와 선 | 도쿄 도 교통국 ■ 도덴 아라카와 선 | 도쿄 도 교통국 ■ 도덴 아라카와 선    |
| --------------------------------- | --------------------------------- | ------------------------------------ |
| 아라카와나나초메 와세다 방면      |                                   | 아라카와쿠야쿠쇼마에 미노와바시 방면 |